# أنورادها روي
أنورادها روي (بالهندية: अनुराधा रॉय؛ بالإنجليزية: Anuradha Roy) هي كاتِبة وصحفية هندية، ولدت في 1967 في كلكتا في الهند.

## وصلات خارجية
- الموقع الرسمي